# Wurmbea inflata
Wurmbea inflata är en tidlöseväxtart som beskrevs av Terry Desmond Macfarlane och A.L.Case. Wurmbea inflata ingår i släktet Wurmbea och familjen tidlöseväxter. Inga underarter finns listade i Catalogue of Life.